# Linie (osada)
Linie – osada w Polsce, w województwie lubuskim, w powiecie zielonogórskim, w gminie Kargowa.
Do 2023 miejscowość była przysiółkiem wsi Wojnowo.
W latach 1975–1998 przysiółek należał administracyjnie do województwa zielonogórskiego.